# Notopteris
Notopteris — рід рукокрилих, родини Криланових, що об'єднує два види тварин.

## Види
- Notopteris
  - Notopteris macdonaldi
  - Notopteris neocaledonica